# Stolnica v Bergamu
Stolnica v Bergamu (italijansko Duomo di Bergamo ali Cattedrale di Sant'Alessandro) je rimskokatoliška stolnica v Bergamu v Italiji, posvečena svetemu Aleksandru Bergamskemu, zavetniku mesta. Je sedež škofa Bergama.

## Zgodovina
Zgodovina stolnice je bila sporna, v zadnjih stoletjih je bilo veliko različnih domnev zaradi pomanjkanja arheoloških najdb in pisnih virov pred srednjim vekom. Med obnovitvenimi deli, ki so se začela leta 2004, je bilo ugotovljeno, da segajo ostanki v rimski čas, kar je omogočilo, da so lahko še posebej natančno rekonstruirali obe stavbi, ki sta stali v mestnem načrtu območja, kjer je zdaj današnja stolnica. Pod tlakom so bile različne plasti, vsaka različne starosti.
Najstarejša je bila iz zgodnjekrščanskega obdobja, iz 5. stoletja.
Najpozneje od 9. stoletja sta bili v Bergamu dve stolnici: ena je bila bazilika svetega Aleksandra, ki je stala tam, kjer domnevajo, da se je zgodilo njegovo mučeništvo, druga pa je bila posvečena svetemu Vincenciju, katere gradnja se je očitno začela v lombardskem obdobju tam, kjer je zdaj stolnica. Škof Giovanni Barozzi je naročil ponovno gradnjo stolnice svetega Vincencija sredi 15. stoletja po načrtih, ki jih je izdelal arhitekt Filarete.
Leta 1561 so Benečani podrli stolnico svetega Aleksandra zaradi vojaške preračunljivosti in pustili cerkev svetega Vincencija edino ohranjeno. Na začetku 17. stoletja je škof Giovanni Emo poenotil cerkveno pravo obeh starih stolnic. Končno je škofu Gregoriu Barbarigu uspelo dobiti od papeža Inocenca XI. bulo Exponi nobis z dne 18. avgusta 1697, ki je za škofijo ustanovila en kapitelj in eno stolnico ter spremenila posvetitev ohranjene stolnice iz svetega Vincencija v svetega Aleksandra.
Leta 1689 je bila struktura prenovljena po načrtih Carla Fontane. Druga večja prenova je bila v 19. stoletju, ko se je leta 1889 gradnja zahodnega pročelja končala v neoklasicističnem slogu.

## Zunanjost
Za zunanjost stolnice svetega Aleksandra je značilno pročelje. Gleda proti Stolničnemu trgu (Piazza del Duomo) in je postavljena pravokotno na zadnjo stran Palače Pravice (Palazzo della Ragione). Pročelje stolnice so začeli graditi leta 1866 in je bilo končalo šele leta 1889 brez nekaterih dekorativnih elementov, ki jih predvidel prvotni projekt, zgrajen med 1878 in 1879, delo Angela Bonicellija.
Dostop je po stopnicah, na dnu je preddverje s tremi loki, vsakega sestavlja okrogel lok, podprt s stebri. Stranski deli so okrašeni s freskami pod kupolo in zunaj zaključeni z bronastim kipom; nad osrednjim obokom je večji kip svetega Aleksandra. Na zgornjem delu pročelja je lopa z velikim pravokotnim oknom med dvema korintskima stebroma; krona je sestavljena iz trikotnega pedimenta.
Nad križanjem ladij se dviga kupola, dokončana je bila leta 1829, a so jo strukturno obnovili že leta 1853. Predstavlja velik boben s pravokotnimi okni in bakreno streho s kipom Carla Broggija, ki prikazuje svetega Aleksandra (1851).
Nad levo apsido je zvonik, zgrajen leta 1690 in povišan leta 1850. Zvonik je odprt na vseh štirih straneh z velikim oknom, v njem je 6 zvonov.

## Notranjost
Stolnica ima tloris latinskega križa z eno ladjo.
V prvi stranski kapeli na desni strani so sveti Benedikt in svetniki Andrea Previtalija (1524), prvi stranski kapeli na levi Marija z otrokom in svetniki Giovanija Battiste Moronija (1576). V cerkvi so tudi Marija z otrokom z dvema goloboma Giovannija Carianija, kakor tudi platno, pripisano Giambettinu Cignaroliju in Sebastianu Ricciju, tudi svetniki Firm, Rustik in Prokul (1704). Mučeništvo škofa svetega Janeza Bergama (1731–1743) je v apsidi, je delo Giovannija Battiste Tiepola, v apsidi je tudi Sveti Aleksander, delo Carla Innocenza Carlonija. Glavni oltar je oblikoval Filippo Juvarra. Območje kora ima lesene reliefne plošče Johanna Karla Sanza.

## Krstilnica
V bližini stolnice stoji osmerokotna krstilnica iz leta 1340, delo Giovannija da Campioneja, za baziliko Marije Snežne. Med večjimi gradbenimi deli leta 1650 je bila krstilnica razstavljena, vendar shranjena in leta 1856 postavljena na dvorišče. Leta 1889 je bila preseljena na svoje sedanje mesto.
V notranjosti so ploski reliefi dogodkov iz Kristusovega življenja, kip Janeza Krstnika in krstni kamen iz leta 1340 Giovannija da Campioneja.
Okrog zgornje ravni teče stebrišče, osem kipov, ki predstavljajo vrline, je iz 14. stoletja.